# Nymphon helleri
Nymphon helleri is een zeespin uit de familie Nymphonidae. De soort behoort tot het geslacht Nymphon. Nymphon helleri werd in 1879 voor het eerst wetenschappelijk beschreven door Bohm. 